# Puchar Chin w piłce nożnej
Puchar Chin w piłce nożnej – krajowe zawody pucharowe w Chinach, organizowane przez Chiński Związek Piłki Nożnej. Zawody te organizowane są corocznie od 1995 r. z wyjątkiem lat 2007–2010.

## Zawody
- Puchar Chin w piłce nożnej (1995)
- Puchar Chin w piłce nożnej (1996)
- Puchar Chin w piłce nożnej (1997)
- Puchar Chin w piłce nożnej (1998)
- Puchar Chin w piłce nożnej (1999)
- Puchar Chin w piłce nożnej (2000)
- Puchar Chin w piłce nożnej (2001)
- Puchar Chin w piłce nożnej (2002)
- Puchar Chin w piłce nożnej (2003)
- Puchar Chin w piłce nożnej (2004)
- Puchar Chin w piłce nożnej (2005)
- Puchar Chin w piłce nożnej (2006)
- Puchar Chin w piłce nożnej (2011)
- Puchar Chin w piłce nożnej (2012)
- Puchar Chin w piłce nożnej (2013)
- Puchar Chin w piłce nożnej (2014)
- Puchar Chin w piłce nożnej (2015)
- Puchar Chin w piłce nożnej (2016)
- Puchar Chin w piłce nożnej (2017)

## Zdobywcy tytułu
- Bayi FC (klub nieistniejący)
- Beijing Guo’an
- Beijing Renhe
- Chongqing Lifan
- Dalian Shide (klub nieistniejący)
- Guangzhou Evergrande
- Jiangsu Suning
- Liaoning Whowin
- Qingdao Jonoon
- Shandong Luneng Taishan
- Shanghai Greenland Shenhua
- Tianjin Teda F.C.